# Élections fédérales ouest-allemandes de 1949
Les élections fédérales ouest-allemandes de 1949 (en allemand : Bundestagswahl 1949) se tiennent le dimanche 14 août 1949, afin d'élire les 400 députés de la 1re législature du Bundestag. Du fait des résultats et en application de la loi électorale, 402 députés sont finalement élus.
Ce premier scrutin parlementaire à se tenir depuis la fin de la Seconde Guerre mondiale à l'échelle du pays voit la victoire à la majorité relative de la nouvelle alliance chrétienne-démocrate CDU/CSU, emmenée par l'ancien président du Conseil parlementaire Konrad Adenauer. Ce dernier accède au pouvoir un mois plus tard, grâce au soutien des libéraux et des nationalistes conservateurs.

## Contexte
Après les élections législatives du 10 avril 1938, qui se résumaient à un plébiscite en faveur du Parti national-socialiste des travailleurs allemands (NSDAP), la politique militaire expansionniste d'Adolf Hitler entraîne le monde dans la Seconde Guerre mondiale.
Le conflit prend fin en mai 1945, avec le suicide d'Hitler et l'occupation de l'Allemagne vaincue par les Alliés : l'Union soviétique, les États-Unis, le Royaume-Uni et la France administrent chacun une partie du territoire allemand.
En 1947, Américains et Britanniques fusionnent leurs administrations et créent la Bizone. Ils sont rejoints l'année suivante par les Français, devenant alors la Trizone. Au mois de septembre 1948, le Conseil parlementaire, composé de 65 délégués des Länder, se réunit pour rédiger une nouvelle Constitution allemande, qui prend le nom de « Loi fondamentale », sous la présidence du chrétien-démocrate Konrad Adenauer.
La Loi fondamentale est approuvée le jour anniversaire de la fin de la guerre, le 8 mai 1949. Instituant un régime parlementaire rationalisé, dont l'innovation de la motion de censure constructive est l'un des symboles, une organisation fédérale et une haute protection des droits humains par la nouvelle juridiction constitutionnelle, le texte entre en vigueur 15 jours plus tard.

## Mode de scrutin
Le Bundestag est constitué de 400 députés (en allemand : Mitglied des Deutschen Bundestages, MdB), élus pour une législature de quatre ans au suffrage universel direct et suivant le scrutin proportionnel d'Hondt.
Chaque électeur dispose d'une voix, qui lui permet de voter pour un candidat de sa circonscription selon les modalités du scrutin uninominal majoritaire à un tour, le pays comptant un total de 242 circonscriptions réparties entre les 11 Länder ; elle est alors automatiquement attribuée au niveau du Land au parti politique auquel le candidat appartient.
Lors du dépouillement, l'intégralité des sièges attribués à chaque Land est répartie à la proportionnelle entre les partis ayant remporté au moins 5 % des suffrages exrpimés au niveau du Land ou un mandat uninominal. Si un parti a remporté des mandats au scrutin uninominal, les sièges qui lui sont attribués sont pourvus en priorité par ceux-ci.
Dans le cas où un parti obtient plus de mandats au scrutin uninominal que la proportionnelle ne lui en attribue, ces mandats sont conservés.

## Campagne

### Principaux partis
| Parti | Parti                                                                              | Idéologie                                                  | Chef de file            |
| ----- | ---------------------------------------------------------------------------------- | ---------------------------------------------------------- | ----------------------- |
|       | Parti bavarois Bayernpartei                                                        | Centre droit Libéral-conservatisme, régionalisme           | Joseph Baumgartner (en) |
|       | Union chrétienne-démocrate d'Allemagne Christlich Demokratische Union Deutschlands | Centre droit Démocratie chrétienne, libéral-conservatisme  | Konrad Adenauer         |
|       | Union chrétienne-sociale en Bavière Christlich-Soziale Union in Bayern             | Centre droit Démocratie chrétienne, libéral-conservatisme  | Konrad Adenauer         |
|       | Parti allemand Deutsche Partei                                                     | Droite National-conservatisme, national-libéralisme        | Heinrich Hellwege       |
|       | Parti du centre allemand Deutsche Zentrumspartei                                   | Centre droit Démocratie chrétienne, conservatisme sociétal | Helene Wessel           |
|       | Parti libéral-démocrate Freie Demokratische Partei                                 | Centre Libéralisme classique, libéralisme économique       | Franz Blücher           |
|       | Parti communiste d'Allemagne Kommunistische Partei Deutschlands                    | Extrême gauche Communisme, marxisme, luxemburgisme         | Max Reimann             |
|       | Parti social-démocrate d'Allemagne Sozialdemokratische Partei Deutschlands         | Centre gauche Socialisme démocratique, socialisme          | Kurt Schumacher         |

## Résultats

### Voix et sièges

#### Au niveau fédéral
|                                    |                                                                  |                                                                  |            |       |        |        |        |  |  |  |  |  |  |  |
| Parti                              | Parti                                                            | Parti                                                            | Voix       | Voix  | Sièges | Sièges | Sièges |  |  |  |  |  |  |  |
| Parti                              | Parti                                                            | Parti                                                            | Votes      | %     | MU1    | Liste  | Total  |  |  |  |  |  |  |  |
|                                    |                                                                  | Union chrétienne-démocrate d'Allemagne (CDU)                     | 5 978 636  | 25,19 | 91     | 24     | 115    |  |  |  |  |  |  |  |
|                                    | Union chrétienne-sociale en Bavière (CSU)                        | 1 380 448                                                        | 5,82       | 24    | 0      | 24     |        |  |  |  |  |  |  |  |
| Total Unions chrétiennes (CDU/CSU) | Total Unions chrétiennes (CDU/CSU)                               | 7 359 084                                                        | 31,01      | 115   | 24     | 139    |        |  |  |  |  |  |  |  |
|                                    | Parti social-démocrate d'Allemagne (SPD)                         | Parti social-démocrate d'Allemagne (SPD)                         | 6 934 975  | 29,22 | 96     | 35     | 131    |  |  |  |  |  |  |  |
|                                    | Parti libéral-démocrate (FDP)                                    | Parti libéral-démocrate (FDP)                                    | 2 829 920  | 11,92 | 12     | 40     | 52     |  |  |  |  |  |  |  |
|                                    | Parti communiste d'Allemagne (KPD)                               | Parti communiste d'Allemagne (KPD)                               | 1 361 706  | 5,74  | 0      | 15     | 15     |  |  |  |  |  |  |  |
|                                    | Parti bavarois (BP)                                              | Parti bavarois (BP)                                              | 986 478    | 4,16  | 11     | 6      | 17     |  |  |  |  |  |  |  |
|                                    | Parti allemand (DP)                                              | Parti allemand (DP)                                              | 939 934    | 3,96  | 5      | 12     | 17     |  |  |  |  |  |  |  |
|                                    | Parti du centre allemand (DZP)                                   | Parti du centre allemand (DZP)                                   | 727 505    | 3,07  | 0      | 10     | 10     |  |  |  |  |  |  |  |
|                                    | Union de la reconstruction économique (WAV)                      | Union de la reconstruction économique (WAV)                      | 681 888    | 2,87  | 0      | 12     | 12     |  |  |  |  |  |  |  |
|                                    | Parti conservateur allemand – Parti de droite allemand (DKP-DRP) | Parti conservateur allemand – Parti de droite allemand (DKP-DRP) | 429 031    | 1,81  | 0      | 5      | 5      |  |  |  |  |  |  |  |
|                                    | Parti de la liberté social-radical (RSF)                         | Parti de la liberté social-radical (RSF)                         | 216 749    | 0,91  | 0      | 0      | 0      |  |  |  |  |  |  |  |
|                                    | Fédération des électeurs du Schleswig du Sud (SSW)               | Fédération des électeurs du Schleswig du Sud (SSW)               | 75 388     | 0,32  | 0      | 1      | 1      |  |  |  |  |  |  |  |
|                                    | Mouvement populaire européen d'Allemagne (EVD)                   | Mouvement populaire européen d'Allemagne (EVD)                   | 26 162     | 0,11  | 0      | 0      | 0      |  |  |  |  |  |  |  |
|                                    | Parti populaire de Rhénanie-Westphalie (RWVP)                    | Parti populaire de Rhénanie-Westphalie (RWVP)                    | 21 931     | 0,09  | 0      | 0      | 0      |  |  |  |  |  |  |  |
|                                    | Indépendants                                                     | Indépendants                                                     | 1 141 647  | 4,81  | 3      | 0      | 3      |  |  |  |  |  |  |  |
|                                    |                                                                  |                                                                  |            |       |        |        |        |  |  |  |  |  |  |  |
| Votes valides                      | Votes valides                                                    | Votes valides                                                    | 23 732 398 | 96,88 |        |        |        |  |  |  |  |  |  |  |
| Votes blancs et nuls               | Votes blancs et nuls                                             | Votes blancs et nuls                                             | 763 216    | 3,12  |        |        |        |  |  |  |  |  |  |  |
| Total                              | Total                                                            | Total                                                            | 24 495 614 | 100   | 242    | 160    | 402    |  |  |  |  |  |  |  |
| Abstentions                        | Abstentions                                                      | Abstentions                                                      | 6 712 006  | 21,51 |        |        |        |  |  |  |  |  |  |  |
| Inscrits/Participation             | Inscrits/Participation                                           | Inscrits/Participation                                           | 31 207 620 | 78,49 |        |        |        |  |  |  |  |  |  |  |

#### Dans les Länder
| Land                        | Union                                   | SPD                                     | FDP                                     | KPD                                     | BP                                      | DP                                      | DZP                                     | WAV                                     |
| --------------------------- | --------------------------------------- | --------------------------------------- | --------------------------------------- | --------------------------------------- | --------------------------------------- | --------------------------------------- | --------------------------------------- | --------------------------------------- |
| Land                        |                                         |                                         |                                         |                                         |                                         |                                         |                                         |                                         |
| Bade                        | 51,1 %                                  | 23,7 %                                  | 17,4 %                                  | 4,2 %                                   | -                                       | -                                       | -                                       | -                                       |
| Basse-Saxe                  | 17,6 %                                  | 33,4 %                                  | 7,5 %                                   | 3,1 %                                   | -                                       | 17,8 %                                  | 3,4 %                                   | -                                       |
| Bavière                     | 29,2 %                                  | 22,7 %                                  | 8,5 %                                   | 4,1 %                                   | 20,9 %                                  | -                                       | -                                       | 14,4 %                                  |
| Berlin-Ouest                | Les députés sont choisis par le Landtag | Les députés sont choisis par le Landtag | Les députés sont choisis par le Landtag | Les députés sont choisis par le Landtag | Les députés sont choisis par le Landtag | Les députés sont choisis par le Landtag | Les députés sont choisis par le Landtag | Les députés sont choisis par le Landtag |
| Brême                       | 16,9 %                                  | 34,4 %                                  | 12,9 %                                  | 6,8 %                                   | -                                       | 18,0 %                                  | -                                       | -                                       |
| Hambourg                    | 19,7 %                                  | 39,6 %                                  | 15,8 %                                  | 8,5 %                                   | -                                       | 13,1 %                                  | -                                       | -                                       |
| Hesse                       | 21,4 %                                  | 32,1 %                                  | 28,1 %                                  | 6,7 %                                   | -                                       | -                                       | -                                       | -                                       |
| Rhénanie-du-Nord-Westphalie | 36,9 %                                  | 31,4 %                                  | 8,6 %                                   | 7,6 %                                   | -                                       | -                                       | 8,9 %                                   | -                                       |
| Rhénanie-Palatinat          | 49,0 %                                  | 28,6 %                                  | 15,8 %                                  | 6,2 %                                   | -                                       | -                                       | -                                       | -                                       |
| Schleswig-Holstein          | 30,7 %                                  | 29,6 %                                  | 7,4 %                                   | 3,1 %                                   | -                                       | 12,1 %                                  | 0,9 %                                   | -                                       |
| Wurtemberg-Bade             | 31,0 %                                  | 25,2 %                                  | 18,2 %                                  | 7,4 %                                   | -                                       | -                                       | -                                       | -                                       |
| Wurtemberg-Hohenzollern     | 59,1 %                                  | 18,9 %                                  | 15,3 %                                  | 5,3 %                                   | -                                       | -                                       | -                                       | -                                       |
| Allemagne                   | 31,0 %                                  | 29,2 %                                  | 11,9 %                                  | 5,7 %                                   | 4,2 %                                   | 4,0 %                                   | 3,1 %                                   | 2,9 %                                   |

### Analyse

Résultats par circonscription et sièges de liste.

Marqué par une forte participation, ce scrutin voit la victoire des forces de droite et du centre droit, même si le Parti social-démocrate d'Allemagne a moins de 500 000 voix de retard sur la CDU/CSU. En outre, le mode de scrutin retenu n'empêche pas l'émiettement du Bundestag, où siégeront pas moins de onze partis politiques. Dans leur ensemble, les partis nationalistes ou extrémistes réalisent des scores plus que limités. Ces élections jettent les bases du futur échiquier politique allemand, avec deux partis avoisinant les 30 % et de plus petites formations, au premier rang desquelles se retrouvent les libéraux, auteurs d'une vraie performance en dépassant les 10 % des voix.

### Conséquences
Le chrétien-démocrate Konrad Adenauer, président du Conseil parlementaire et président fédéral de la CDU, est investi au poste de chancelier fédéral par 202 voix sur 402 le 15 septembre 1949, après avoir formé une coalition de centre droit avec le FDP et le DP. Le cabinet Adenauer I, nommé cinq jours plus tard, comprend treize ministres, dont un dédié aux Réfugiés et un à la « politique allemande ». Le libéral Blücher est également vice-chancelier.